# Жозеф де Местр
Жозе́ф Марі́, граф де Местр (фр. Joseph-Marie, Comte de Maistre; 1 квітня 1753, Шамбері, півд.сх. Франція — 26 лютого 1821, Турин, Італія — франкомовний (підданий Сардинії) католицький філософ, літератор, політик і дипломат, представник фундаментального консерватизму.

## Біографія
Пройшов надзвичайно цікавий життєвий шлях, який позначився на його філософських поглядах. У молоді роки Жозеф де Местр брав активну участь у діяльності французького масонства. Але в кінцевому підсумку дуже розчарувався в ідеях масонів і лібералів, почав заперечувати значення французької революції, відмовився від просвітницького світогляду, перейшовши на радикальні католицькі й монархічні позиції.
Цікавим є те, що Жозеф де Местр не був сліпим апологетом соціального порядку, що передував Великій французькій революції. Свій ідеал він убачав не в майбутньому, а в минулому. Недолікам сучасної йому доби протиставляв ідеал католицько-феодального середньовіччя. Якщо масони-ліберали вважали «альтернативною сакральністю» нове світське суспільство свободи, рівності й братерства, то де Местр пропонував повернутися для цього до джерел, протиставляючи сучасності не утопію майбутнього (революцію), а утопію минулого — Реставрацію.